# Mărtinești

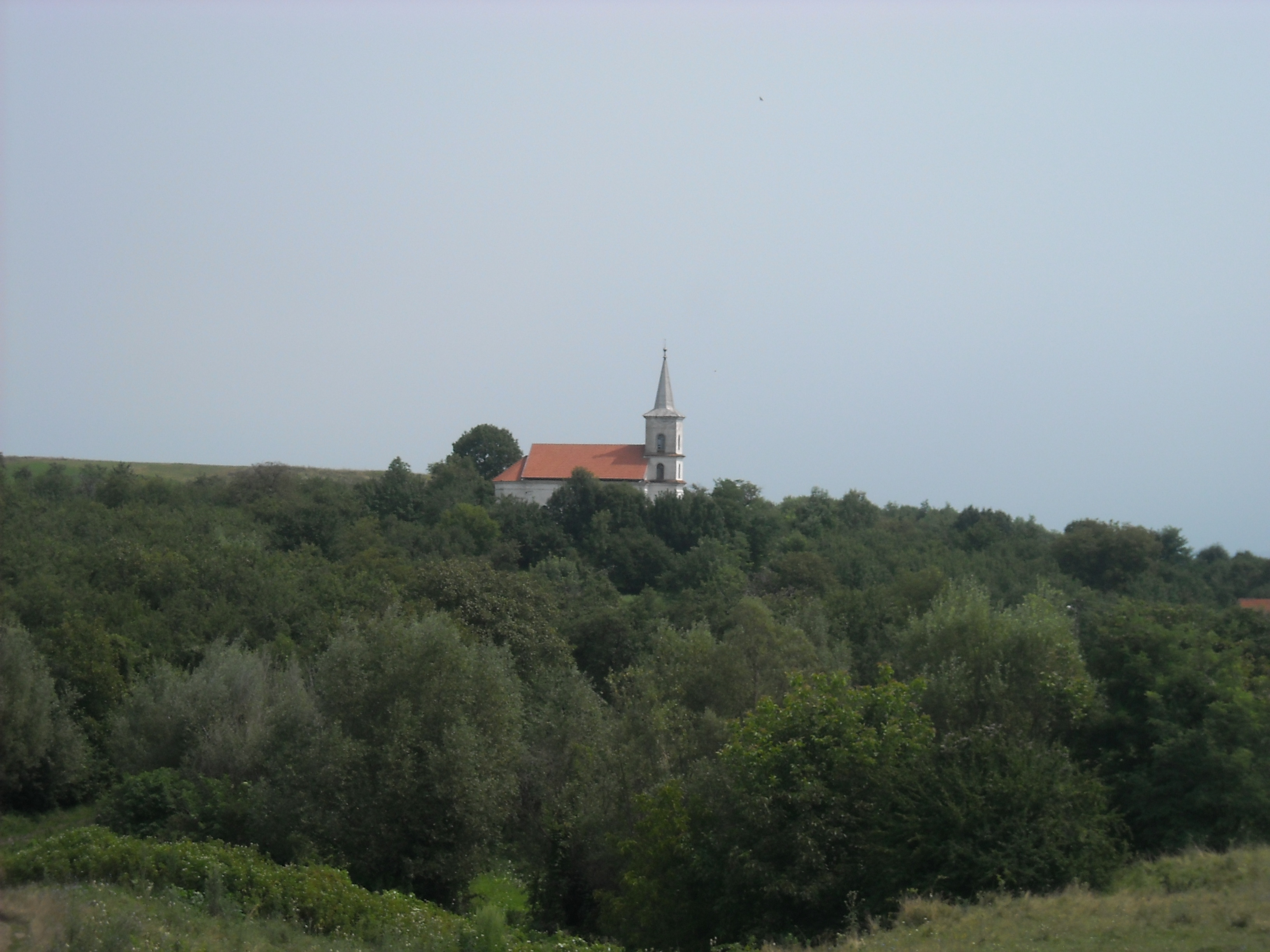
Hongaars Gereformeerde Kerk Jeledinţi (Lozsád)

Mărtinești is een Roemeense gemeente in het district Hunedoara.
Mărtinești telt 982 inwoners. De gemeente bestaat uit zeven dorpen; Dâncu Mare (Nagydenk), Dâncu Mic (Kisdenk), Jeledinţi (Lozsád), Măgura (Magura), Mărtineşti, Tămăşasa (Tamáspatak) en Turmaş (Tormás). Jeledinţi (Lozsád) is een dorpje met een Hongaarse meerderheid en is hiermee uniek in het district Hunedoara.

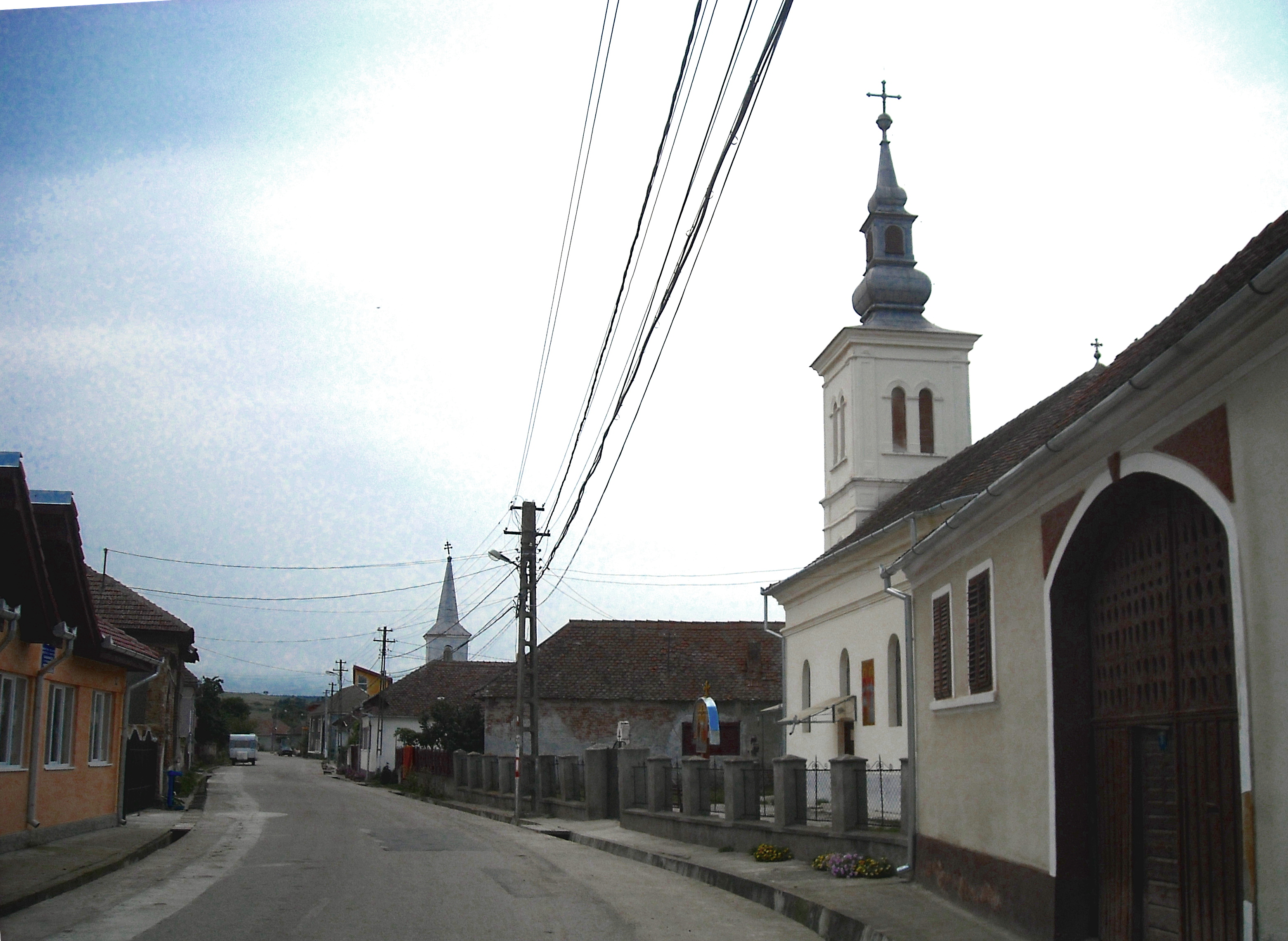
Kerk